# Kim Molenaar
Catharina Agatha Anna „Kim“ Molenaar (* 28. April 2002 in Den Helder) ist eine niederländische Handballspielerin.

## Karriere

### Im Verein
Kim Molenaar spielte bis 2022 für VOC Amsterdam. 2022 wechselte sie zum dänischen Erstligisten København Håndbold. Seit der Saison 2025/26 steht sie beim schwedischen Erstligisten IK Sävehof unter Vertrag.

### In Auswahlmannschaften
Mit der niederländischen Junioren-Nationalmannschaft gewann sie bei der U20-Weltmeisterschaft 2022 die Bronzemedaille. Bei dem Turnier wurde sie als Torschützenkönigin und MVP ausgezeichnet. Im April 2022 gab sie ihr Debüt für die A-Nationalmannschaft gegen Deutschland. Sie stand im Kader für die Europameisterschaft 2022, wo sie den 6. Platz belegte. Bei der Weltmeisterschaft 2023 warf sie ein Tor und schloss das Turnier mit den Niederlanden auf dem fünften Platz ab. Im darauffolgenden Jahr nahm sie an den Olympischen Spielen in Paris teil.